# Маньчэн (могильник)

Лампа в виде воина из гробницы Лю Шэна, бронза

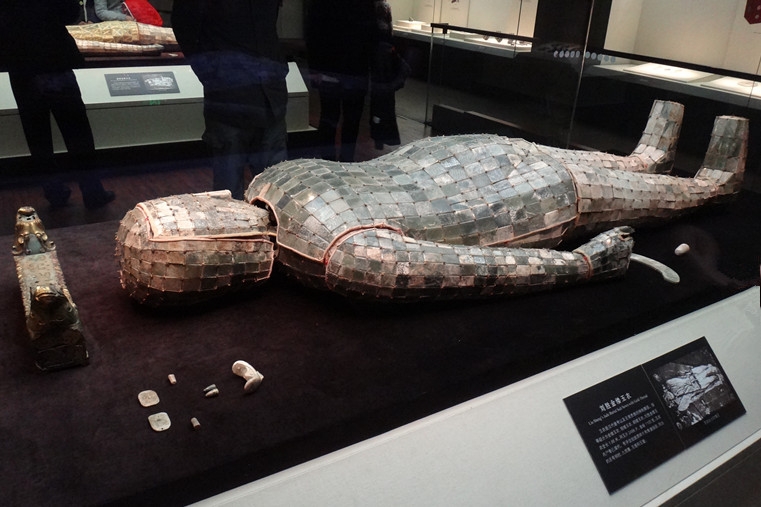
«Нефритовый саван» Лю Шэна

Маньчэ́н — один из важнейших археологических памятников китайского искусства периода Хань, обнаруженный в 1968 году в городе Маньчэн (провинция Хэбэй), около 100 км к юго-западу от Пекина.
В одной могиле похоронен принц Лю Шэн (? — 113 до н. э., официальный титул Цзин-ван) — сын императора Цзин-ди, в последней могиле — его жена, принцесса Доу Вань (? — 104 до н. э.). После погребения принцессы вход в погребение был прочно замурован, что привело к образованию полностью герметичного пространства, что в свою очередь способствовало сохранению помещений и инвентаря.

## Описание
Усыпальница относится к классу «скальных гробниц», довольно редких в погребальной обрядности древнего Китая. Она состоит из нескольких помещений, вырубленных в скальной породе. Прямо у входа начинается длинный коридор, где были поставлены настоящие колесницы (так называемые лёгкие тележки, двухколёсные с балдахином в виде зонта) и множество сосудов, наполненных едой и напитками. От основного коридора отходят боковые проходы, ведущие в другие помещения. Кроме погребальных камер супругов, в скальном массиве были сделаны специальные комнаты, имитирующие вид жилых апартаментов: их стены выложены каменными плитами. «Покои» Лю Шэна напоминают банкетный зал, над которым натянут огромный матерчатый тент.
Погребальный инвентарь Лю Шэна насчитывает 1000 различных предметов, Доу Вань — 1200, среди которых бронзовые сосуды, оружие, бытовая утварь (подсвечники, курильницы), предметы роскоши, украшения, образующие наиболее полное собрание произведений декоративно-прикладного искусства II в. до н. э. Многие вещи признаются подлинными шедеврами художественного наследия Китая. Всемирную известность получил, выполненный из позолоченной бронзы светильник из усыпальницы Лю Шэна в виде волшебной юной служанки, которая держит в руке фонарь. Фигура коленопреклоненной девушки, сидящей на пятках, даже в этой неудобной позе сохраняет грацию и естественность модели, тонко взятую и прекрасно переданную мастером прошлого.
Не меньший интерес с эстетической и культурной точек зрения представляют курильницы, относящиеся к классу бошань-лу («курильницы в виде горы Бошань»). Как следует из названия, они выполнены в виде горной вершины, на поверхности которой показаны деревья и дикие животные. Курильницы снабжены отверстиями, имитирующими пещеры в скалах, по которым курился дымок благовоний. Бронзовая курильница Лю Шэна обработана в технике тонкой золотой инкрустации, её корпус в форме вершины горы покоится на ножке-подставке с круглым основанием, украшенной изображением морских волн. Курильница Доу Вань, сделанная из позолоченной бронзы, имеет более сложную основу, образованную пластической композицией в виде антропоморфной фигуры, сидящей на спине фантастического существа.
Курильницы бошань-лу, сначала известные в своих керамических образцах, постепенно превратились в атрибуты даосско религиозных практик и применялись при медитации в чистой комнате, во время которой адепты вдыхали дым благовоний с примесью галлюциногенных растений.
Наиболее примечательными находками из усыпальницы признаны погребальные одеяния, сделанные из нефритовых пластин. «Нефритовый саван» Лю Шэна имеет в длину 188 см, Доу Вань — 142 см и состоит из 2160 пластин. В обоих случаях нефритовые пластины скреплены золотой проволокой и образуют конструкцию, которая плотно облегает тело, голову, руки и ноги. В ней предусмотрены специальные накладки для всех отверстий тела — глаз, носа, ушей, рта, половых органов. О том, что в эпоху Хань использовались нефритовые погребальные одежды, неоднократно сообщалось в письменных источниках того времени, однако к выявлению указанных артефактов слово «нефрит» толковалось поздними китайскими комментаторами и, вслед за ними, европейскими учёными как метафора, обозначающая цвет («зеленый») древних погребальных одежд. Поэтому «нефритовые саванны» также имеют исключительное значение для исследователей духовной жизни Китая, проливая новый свет на историю его погребальной обрядности. Они, кроме того, полностью подтверждают особый статус в китайской культуре нефрита.